# 奥尔加·希尔汉诺娃
奥尔加·希尔汉诺娃（捷克語：Olga Šilhánová，1920年12月21日—1986年8月27日），捷克女子竞技体操运动员。她曾代表捷克斯洛伐克参加1948年夏季奥林匹克运动会体操比赛，获得女子团体全能金牌。